# Campagne voor de onderdrukking van contrarevolutionairen

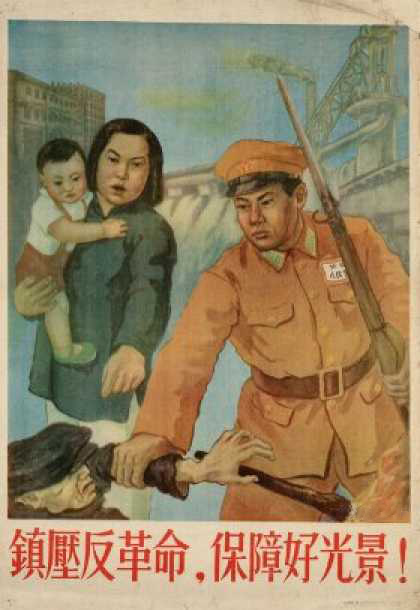
Propagandaposter uit 1950: “Onderdruk contrarevolutionairen, bescherm de goede orde!”

De Campagne voor de onderdrukking van contrarevolutionairen (Mandarijn: 镇压反革命) was de eerste politieke campagne gelanceerd door de Volksrepubliek China. De campagne had het doel de uitschakeling van oppositie tegen de communistische regering. De campagne begon in maart 1950 en eindigde in 1952. Grote aantallen mensen die werden gebrandmerkt als contrarevolutionairen werden geëxecuteerd en veel meer mensen werden veroordeeld tot gevangenisstraf.

## Geschiedenis
In maart 1950 publiceerde het Centraal Comité van de Communistische Partij van China een instructie voor het uitschakelen van de nationalistische beweging. De overheid gaf de opdracht om alle Kwomintang-leden te registreren en ook critici van de communisten. Mao beweerde dat minder dan 1% van de bevolking bestond uit contrarevolutionairen en dat grofweg 0,1% van de bevolking in iedere regio zou moeten worden geëxecuteerd om de ergste contrarevolutionairen uit te schakelen. In werkelijkheid hadden veel regio’s minder contrarevolutionairen in hun gebied om aan de quota te voldoen. Dit had als gevolg dat veel mensen werden gearresteerd en veroordeeld zonder onderzoek en zonder voldoende bewijsvergaring. Vaak was een beschuldiging voldoende om te worden geëxecuteerd.
Eind 1951 werd de campagne tijdelijk opgeschort en vervangen door de Drie-anti- en Vijf-anti-campagnes. Later werd de campagne voor onderdrukking van contrarevolutionairen hervat. De campagne was grotendeels succesvol in het vernietigen van de nationalistische beweging. De campagne was de eerste massale campagne van arrestaties en executies na de oprichting van de Volksrepubliek China en werd later opgevolgd door de Anti-Rechtse Campagne en de Culturele Revolutie. Mao erkende dat verschillende mensen “foutief vermoord” waren, maar vond de campagne een succes.

### Doden
Volgens de schattingen van de Chinese overheid waren er 712.000 mensen geëxecuteerd, hoewel het aantal dodelijke slachtoffers vermoedelijk hoger ligt. Wanneer het aantal dodelijke slachtoffers die vielen bij de uitschakeling van de landeigenaren die tegelijkertijd aan de gang was meegenomen worden, dan komt het totaal uit tussen de 2 miljoen en de 5 miljoen dodelijke slachtoffers in de periode 1949-1953. In diezelfde periode werden 1,5 miljoen mensen gezonden naar hervormingskampen. Het sterftecijfer in de kampen was van 1949 tot 1952 hoger dan 5% per jaar. Deze aantallen bevatten niet de honderdduizenden die werden gedreven tot zelfmoord gedurende de strijdbijeenkomsten tijdens de Drie-anti- en Vijf-anti-campagnes.